# DéCLARAtions
Pour les articles homonymes, voir Déclaration.
Albums de Clara Morgane
Nuits blanches
((2010))
Singles
1. J'aime (feat Lord Kossity)
Sortie : Mars 2007
2. Sexy Girl
Sortie : Mai 2007
3. Nous Deux (feat Shake)
Sortie : Septembre 2007

DéCLARAtions est le premier album studio de l'ex actrice de film pour adulte, Clara Morgane, sorti le 18 juin 2007. La sortie de l'album a été précédé de la sortie de deux singles : J'aime en duo avec Lord Kossity et Sexy Girl (top 4 du top single français ainsi que d'un EP physique contenant les chansons J'aime, Sexy Girl et sa reprise des Rita Mitsuko Andy. L'album a atteint sa meilleure position le 18 juin 2007 au top 46 des ventes d'albums en France.

## Genèse
En 2006, Clara Morgane signe chez Columbia (SonyBMG) et obtient un contrat pour trois albums studios. Elle se met alors à travailler immédiatement sur son 1er album au son teinté de funk, hip-hop et R'n'B. La nouvelle chanteuse veut un album qui propose des musiques destinée aux dancefloors comme Altitude, Héroïne, La Soirée mais aussi quelques balades comme Maternelle et Sans Clémence. Inspirée par ses expériences, Clara a participé à l'écriture de chaque titre de cet album, elle fait ses déclarations, d'où le titre de l'album : DéCLARAtions.
Clara a rencontré beaucoup d'artistes au cours de l’année 2006 dont Lord Kossity avec qui elle a collaboré pour son 1er single J'aime un mélange de funk, R'n'B et ragga, le rappeur new-yorkais Napoleon Da Legend, le rappeur californien Shake, Six Coups MC, Darren… Au niveau de la musique, les productions sont signées Madizm et Sec undo, Franck Rougier, Busta funck, Humphrey, Niroshima…

## Listes des chansons[3]
| #   | Titre                                | Compositeur(s)                                 | Producteur(s)    | Durée |
| --- | ------------------------------------ | ---------------------------------------------- | ---------------- | ----- |
| 1.  | Sexy Girl                            | Franck Rougier                                 | Isabelle Baleanu | 3:09  |
| 2.  | J'aime (feat Lord Kossity)           | Madizm, Sec.Undo, Thierry Moutoussamy          | Isabelle Baleanu | 3:18  |
| 3.  | Je garde de toi                      | Franck Rougier                                 | Isabelle Baleanu | 3:20  |
| 4.  | Nous Deux (feat Shake)               | Smartzee                                       | Isabelle Baleanu | 3:35  |
| 5.  | Altitude                             | BustaFunk                                      | Isabelle Baleanu | 2:52  |
| 6.  | HéRoïNe                              | René de Wael                                   | Isabelle Baleanu | 3:39  |
| 7.  | Strip-Tease (feat Six Coups MC)      | Franck Rougier                                 | Isabelle Baleanu | 3:25  |
| 8.  | Fais-moi voyager (feat Darren)       | BustaFunk                                      | Isabelle Baleanu | 3:28  |
| 9.  | La Soirée (feat. Napoleon Da Legend) | Franck Rougier                                 | Isabelle Baleanu | 3:21  |
| 10. | Maternelle                           | René de Wael                                   | Isabelle Baleanu | 3:36  |
| 11. | Sans Clémence                        | René de Wael                                   | Isabelle Baleanu | 3:06  |
| 12. | Andy                                 | Catherine Ringer, Fred Chichin, Franck Rougier | Isabelle Baleanu | 3:34  |

## CD + DVD édition limitée[4]
| #  | Titre                                  | Réalisateur     | Producteur(s)               | Durée |
| -- | -------------------------------------- | --------------- | --------------------------- | ----- |
| 1. | Suivez-moi                             |                 | Bomba's Productions         | 13:00 |
| 2. | J'aime (feat Lord Kossity) - Vidéoclip | Thierry Vergnes | Whang!                      | 3:20  |
| 3. | Sexy Girl - Vidéoclip                  | Thierry Vergnes | Whang!, Pêché Capital Média | 3:57  |
| 4. | Galerie Photos                         |                 |                             |       |

## Singles

### J'aime
1. J'aime (Radio Edit)  3:18
2. J'aime (Swindlers Remix)  5:46

### Sexy Girl
1. Sexy Girl  3:09

### Nous Deux
1. Nous Deux  3:35
2. Nous Deux (Hakimakli & Sandy Vee Remix)  4:10
3. Nous Deux (Tom Snare Remix)  3:32

## EP

### J'aime
1. Sexy Girl  3:09
2. J'aime (Radio Edit)  3:18
3. Andy  3:34

### Clara Morgane (par Gini)
1. J'aime (Radio Edit)  3:18
2. Altitude (Album Version)  2:52
3. Maternelle (Album Version)  3:36

## Autres supports
Outre l'album, les EP et les airplays, deux des singles de DéCLARAtions sont sortis sur des compilations estivales partagés entre différents artistes. Il s'agit des titres J'aime et Sexy Girl.
| - Été 2007 (16/06/2007) - J'aime (feat Lord Kossity) 3:18 - NRJ Summer Hit 2007 (13/07/2007) - J'aime (feat Lord Kossity) 3:18 | - M6 Hits (23/07/2007) - J'aime (feat Lord Kossity) 3:19 - Hit Machine Summer 2007 (03/08/2007) - Sexy Girl 3:09 |